# 班·丹尼爾斯
班·丹尼爾斯（Ben Daniels、（1964年6月10日—））是一位英國演員。丹尼爾斯最初是一名舞台劇演員，曾憑藉《永不罪人》（1991年）獲得奧利維爾獎最佳男配角提名，憑藉《900奧尼昂塔》（1994 年）獲得《標準晚報》最佳男主角獎提名，憑藉《馬丁的昨日》（1998年）獲得《曼徹斯特晚報》戲劇獎、以阿瑟·米勒的戲劇《吾子吾弟》獲得2001年奧利維爾最佳男配角獎。
2008年，丹尼爾斯首次登上百老匯舞台，演出《危險關係》，並憑藉該劇獲得東尼獎最佳話劇男主角提名。丹尼爾斯也曾出演熱門電視劇，包括《Cutting It》（2002-2004）、《童貞女王》（2005）、《法律與秩序：英國》（2009-2011）、《天堂》（2013）、《紙牌屋》（2013-2014）和《驅魔人》（2017-2017）。
2018年4月1日，他在NBC電視台直播的安德魯·勞埃德·韋伯和蒂姆·賴斯的搖滾歌劇《耶穌基督超級巨星》音樂會中飾演本丟·彼拉多。丹尼爾斯在Netflix影集《王冠》第三季中飾演第一代史諾登伯爵安東尼阿姆斯壯-瓊斯。丹尼爾斯在Netflix超級英雄影集《朱庇特的遺產》中飾演華特·桑普森。
2023年，他在Apple TV+科幻影集《基地》中飾演貝爾·里奧斯將軍。

## 外部連結
- 班·丹尼爾斯在互联网电影资料库（IMDb）上的資料（英文）
- Ben Daniels at bbc.co.uk Drama
- Ben Daniels at the Royal National Theatre
- "Ben Daniels on IRC, the logfile..." – transcript of an online chat with Ben Daniels from the Official Dutch Beautiful Thing Fanclub